# Teases & Dares
Publicado el 12 de noviembre de 1984, Teases & Dares es el cuarto álbum de estudio de Kim Wilde. Editado por la discográfica MCA, con la que Kim acababa de firmar un contrato.
Ricky y Marty Wilde escribieron ocho de las diez canciones. Por primera vez, Kim participó como compositora coescribiendo Thought It Was Goodbye, y escribiendo Fit In y Shangri-La.
La portada, diseñada por XL design, mostraba una nueva imagen de Kim Wilde, con un estilo que fue comparado al del personaje cinematográfico y de cómic Barbarella. La fotografía fue realizada por John Shaw.
Teases & Dares fue editado en formato LP y casete, y la versión en CD se publicó en 1985.
En 2010 la discográfica Cherry Red remasterizó y reeditó el disco, incluyendo un CD adicional. Entre los bonus tracks se incluyen remezclas como Go For It (versión de The Second Time para el mercado estadounidense), las caras B Lovers On A Beach y Putty In Your Hands (cover de The Shirelles), además de Turn It On (grabado para la banda sonora de la película La Mujer Explosiva).

## Lista de canciones
Todas las canciones escritas por Ricky Wilde/Marty Wilde, excepto donde se indica.
1. "The Touch" – 4:13
2. "Is It Over" – 3:56
3. "Suburbs of Moscow" – 3:24
4. "Fit In" (Kim Wilde) – 4:38
5. "Rage to Love" – 4:20
6. "The Second Time" – 3:54
7. "Bladerunner" – 4:29
8. "Janine" – 3:47
9. "Shangri-La" (Kim Wilde) – 4:49
10. "Thought It Was Goodbye" (Kim Wilde, Ricky Wilde, Marty Wilde) – 4:38

## Bonus Tracks (Edición remasterizada de 2010)
1. "Lovers on a Beach" (cara B de "The Second Time")
2. "Shangri-La" (Alternative Version)
3. "Putty in Your Hands" (cara B de "Rage to Love")
4. "Turn It On"
5. "The Second Time" (7" Version)
6. "The Touch" (7" Version)
7. "Rage to Love" (7" Version)

## Bonus CD (Edición remasterizada de 2010)
1. "The Second Time" (12" Version)
2. "Lovers On A Beach" (12" Version)
3. "Go For It" (Extended Dance Version)
4. "The Touch" (12" Version)
5. "Shangri-La" (12" Version)
6. "Go For It" (Dub Version)
7. "Rage To Love" (12" Version)
8. "Shangri-La" (Special Re-Mix)
9. "The Second Time" (U.S. Remix)

- Datos: Q3106743